# Суд над Сократом
Суд над Сократом состоялся в Афинах в 399 году до н. э. Философа Сократа обвинили в «нечестии» и «развращении молодёжи»; ему вменяли в вину отказ почитать богов родного полиса и выдумывание новых божеств. Реальными причинами для привлечения Сократа к суду стали, по-видимому, его связи с представителями олигархии (в частности, с Критием и Алкивиадом) и критика в адрес ряда демократических институтов. Сократ, уже признанный виновным, предложил судьям наградить его пожизненной пенсией за заслуги перед Грецией, но был приговорён к смертной казни.
Суд и смерть философа описали в своих произведениях Платон и Ксенофонт. В частности, в написанных ими «Апологиях Сократа» воспроизводится речь подсудимого (по-видимому, не дословно). В диалоге Платона «Федон» описываются последние часы жизни Сократа.
В 2012 году состоялся символический повторный суд над Сократом. В суде прошедшем в здании афинского фонда Онассиса, принимали участие 10 юристов из Греции, Великобритании, Швейцарии, Франции и США, а также 866 зрителей, игравших роль присяжных заседателей. За помилование проголосовали 584 присяжных, против – 282. В итоге философ был оправдан.